# Комаринська сільська рада
Комаринська сільська́ ра́да (біл. Камарынскі сельсавет) — адміністративно-територіальна одиниця у складі Брагінського району Гомельської області Білорусі. Адміністративний центр сільської ради — смт Комарин. За даними перепису населення Білорусі 2009 року Комаринська сільська рада має найвищу серед адміністративних одиниць Білорусі частку українців — 22,24 %.

## Склад ради
Населені пункти, що підпорядковуються сільській раді:
| Населений пункт | Тип  | Населення, осіб (2009) |
| --------------- | ---- | ---------------------- |
| Верхні Жари     | село | 180                    |
| Гдень           | село | 109                    |
| Іванки          | село | 64                     |
| Карловка        | село | 76                     |
| Кірово          | село | 220                    |
| Нижні Жари      | село | 66                     |

## Населення
За переписом населення Білорусі 2009 року чисельність населення сільської ради становило 715 осіб.

### Національність
Розподіл населення за рідною національністю за даними перепису 2009 року:
| Національність | Осіб | Відсоток |
| -------------- | ---- | -------- |
| білоруси       | 533  | 74,55 %  |
| українці       | 159  | 22,24 %  |
| росіяни        | 18   | 2,52 %   |
| молдовани      | 2    | 0,28 %   |
| вірмени        | 1    | 0,14 %   |
| узбеки         | 1    | 0,14 %   |
| гагаузи        | 1    | 0,14 %   |
| Разом          | 715  | 100 %    |